# Fierza-Stausee
Der Fierza-Stausee (albanisch Liqeni i Fierzës) ist mit seiner Fläche von 72,6 Quadratkilometern der größte Stausee in Albanien. Sein 152 Meter hoher Staudamm beim Ort Fierza ist die größte Talsperre des Landes. 

## Details
Die Talsperre staut den Drin über den Zusammenfluss der Quellflüsse Weißer Drin und Schwarzer Drin hinaus. Der Stausee reicht im Tal des Weißen Drin bis über die Grenze nach Kosovo. Der Wasserspiegel liegt auf 295 m ü. A. Höhe. Der See fasst rund 2,7 Milliarden Kubikmeter, was etwa 25 % des jährlichen Durchflusses entspricht.

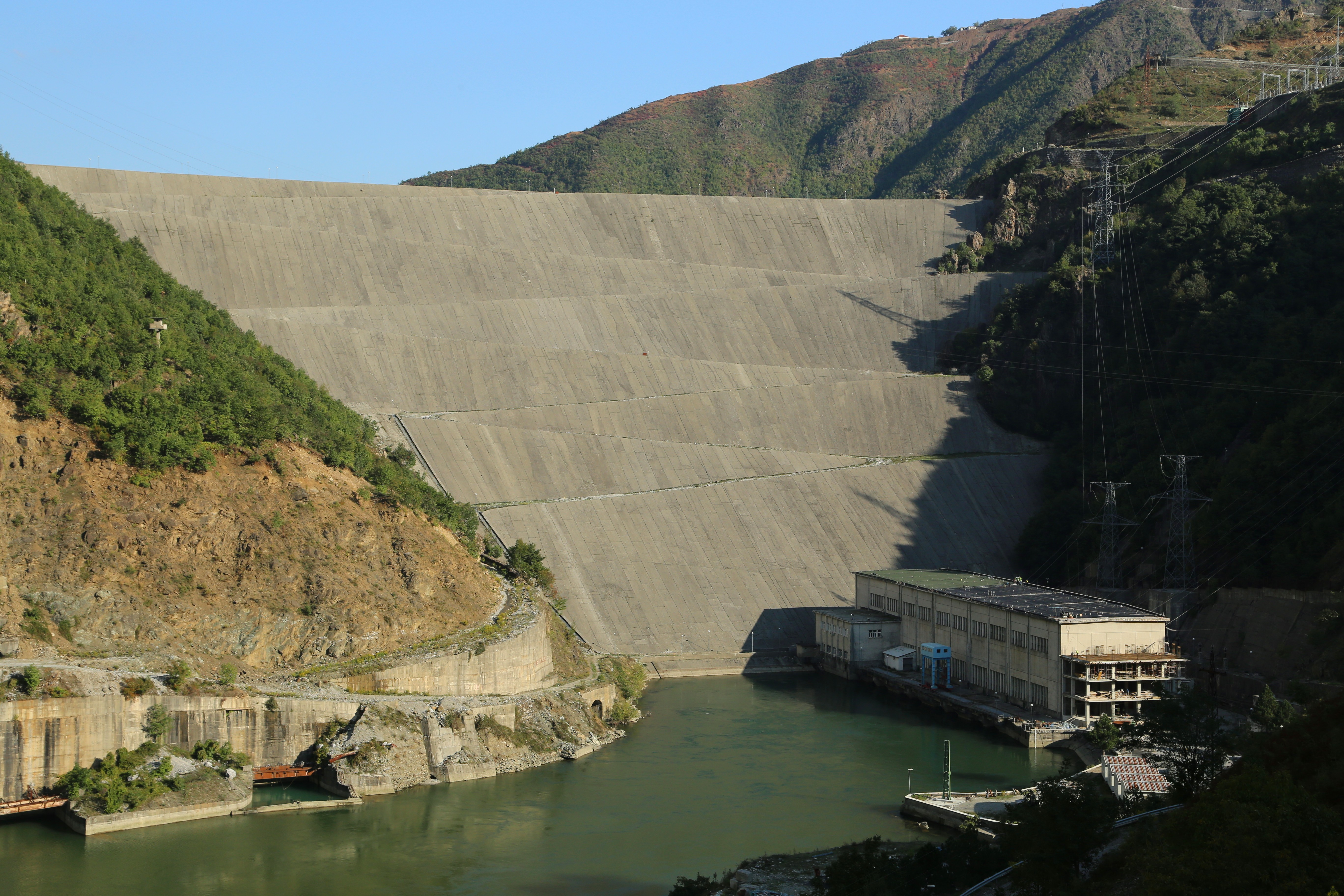
Fierza-Staudamm

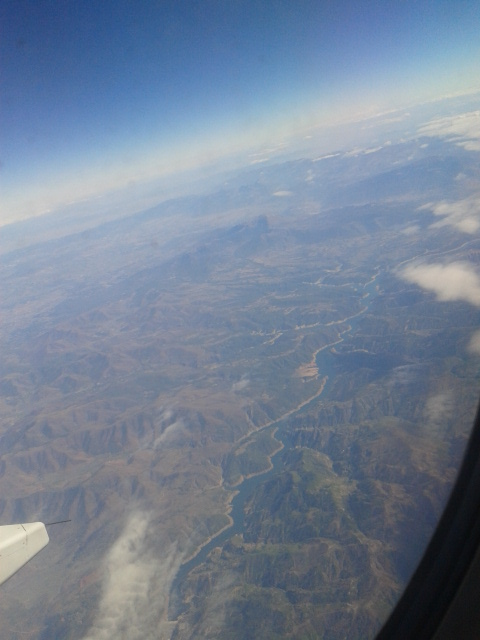
Der Fierza-Stausee aus der Luft gesehen

Der Steinschüttdamm wurde von 1971 bis 1978 erbaut und 1979 eingeweiht. Geplant und anfangs auch gebaut wurde mit chinesischer Hilfe. Es handelt sich um einen Steinschüttdamm, der über der Talsohle 152 Meter und über der Gründungssohle bis zu 167 Meter hoch ist. Die Fallhöhe beträgt 118 Meter. Das angeschlossene Wasserkraftwerk hat vier Turbinen vom Francis-Typ mit je 125 MW, zusammen 500 MW. Es ist das zweitgrößte Wasserwerk Albaniens und erzeugt etwa ein Drittel des albanischen Strombedarfs. 2003 wurde die durchschnittliche Jahresproduktion mit 1328 GWh angegeben. Wegen Wasserknappheit musste die Stromproduktion in den Jahren nach der Jahrtausendwende wiederholt drastisch heruntergefahren werden. Im Januar 2010 musste hingegen viel Wasser über die Hochwasserentlastungsstollen abgelassen werden, da Gefahr bestand, dass die Staumauer überflutet würde und die Stromproduktion zusammenbräche.
Der Fierza-Stausee ist bis zu 128 Meter tief und Teil einer ganzen Reihe von Stauseen entlang des Drins. Der folgende Koman-Stausee (Liqeni i Komanit) dient in der abgelegenen Bergregion auch als Verkehrsweg. Der dritte Stausee mit dem Staudamm Vau-Deja, der den Vau-Deja-Stausee mit 24,7 Quadratkilometern bildet, befindet sich am weitesten westlich. Der Schwarze Drin wird in Nordmazedonien knapp vor der albanischen Grenze noch zum Debarsko Ezero gestaut.
Der Aufstau des Fierza-Stausees verursachte in den 1980er Jahren einige politische Kontroversen. Die Albaner stauten ihn ohne Abstimmung mit den Jugoslawen bis über die Grenze hinaus auf und setzten einige Grenzgebiete in Jugoslawien unter Wasser. Auf albanischer Seite musste die Stadt Kukës verlegt werden, da sie überschwemmt wurde.
Bis 2007 wurde das Wasserkraftwerk Fierza mit Schweizer Hilfe renoviert. Die Leistungsfähigkeit der Turbinen und Generatoren wurde dabei gesteigert. Am 29. März 2007 wurde das Wasserkraftwerk unter Anwesenheit des albanischen Energieministers wieder in Betrieb genommen. Später wurde ein System erstellt, das die Stabilität des Dammes überwacht.